# Burnside River
Burnside River ist ein Fluss im kanadischen Territorium Nunavut.
Er hat seinen Ursprung im Contwoyto Lake. Der Fluss durchquert das Contwoyto Plateau, welches zum Präkambrischen Schild gehört. Er durchfließt eine unbewohnte und unzugängliche Tundra-Landschaft. Er passiert den Kathawachaga Lake sowie die Wilberforce-Hills-Region. Bevor er sich in das Kiluhiqtuq (vormals Bathurst Inlet) und in den Arktischen Ozean ergießt, mündet der Mara River in den Burnside River.
Die Flussinsel Nadlak ist historisch bemerkenswert. Dort verwendeten Inuit Karibu-Geweihe für ihre Hüttendächer.
Copper-Inuit-Artefakte und -Grabsteine befinden sich im Gebiet des Burnside River. Außerdem wurden Handelsgüter (Nadeln, Werkzeuge) gefunden, die sie von den Dene erhielten.
Das Gebiet wurde in den Jahren 1821 und 1822 von Sir John Franklin im Auftrag der Hudson’s Bay Company erkundet.
Heutzutage stellt der Fluss eine beliebte Wildwasser-Kanustrecke dar, welche weite Strecken mit ständigem Wildwasser sowie mehrere herausfordernde Stromschnellen bietet.